# Kvarteret Brunkhuvudet

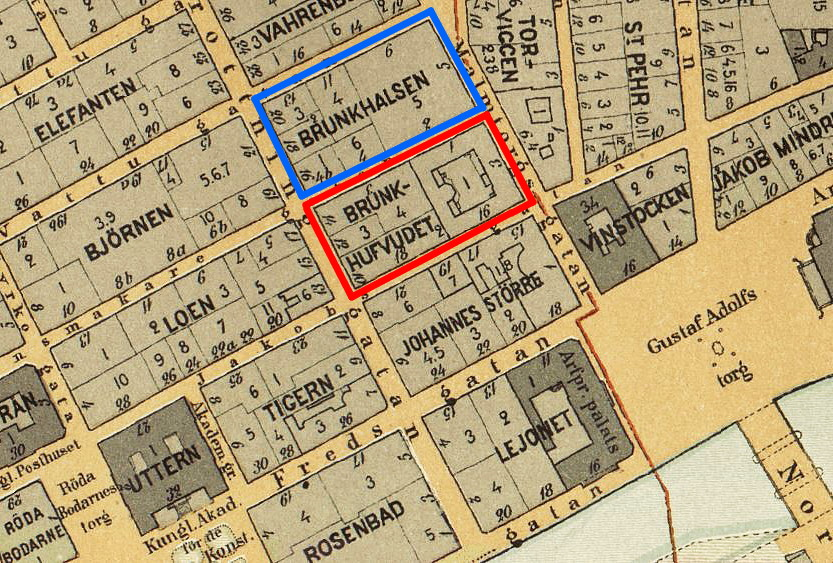
Kvarteret Brunkhuvudet (röd) och Brunkhalsen (blå) 1899.

Brunkhuvudet är ett kvarter på södra Norrmalm i centrala Stockholm. Kvarteret omges av Karduansmakargatan i norr, Malmtorgsgatan i öster, Jakobsgatan i söder och Drottninggatan i väster. Kvarteret består av fyra fastigheter, Brunkhuvudet 1, 2, 3 och 4, varvid 1 omfattar den största tomten belägen mot Malmtorgsgatan. Hela kvarteret ägs av svenska staten genom Statens Fastighetsverk och är ett av Stockholms regeringskvarter.

## Historik
Kvarteren på Norrmalm bildades i slutet av 1630-talet när Stockholms stadsplanering tog sin början och Klas Flemings strama rutnätsplan lades ut över området. Kvarterets ursprungliga namn var Brunkeberg och fick sitt namn efter Brunkeberget, den rullstensås som här har sin södra utlöpare. På Petrus Tillaeus karta från 1733 har kvarteret namnet Brunckehufvud (nummer 11 i S:t Claræ Församling).

Kvarteret Brunkhuvudet (röd) genom tiden
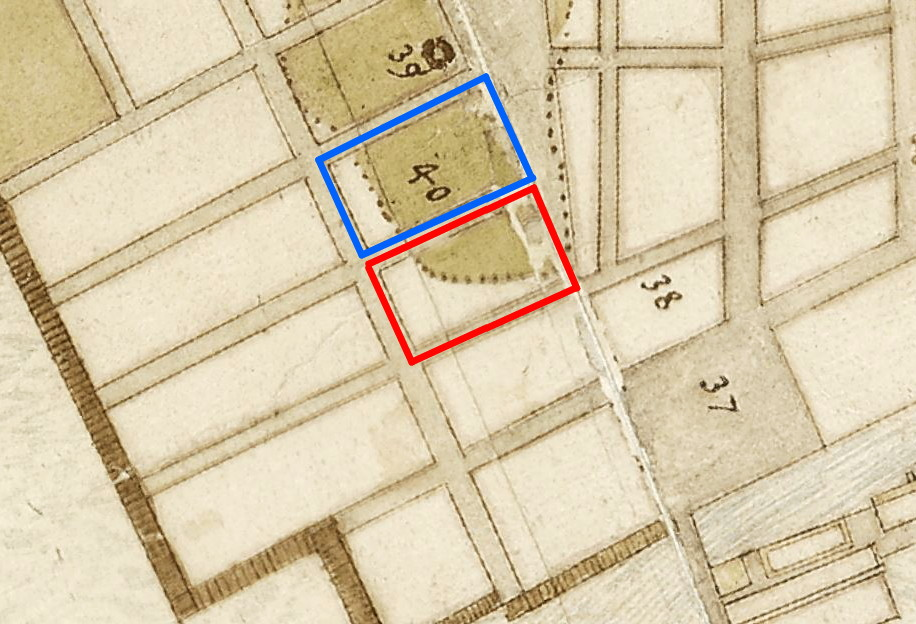
1645.
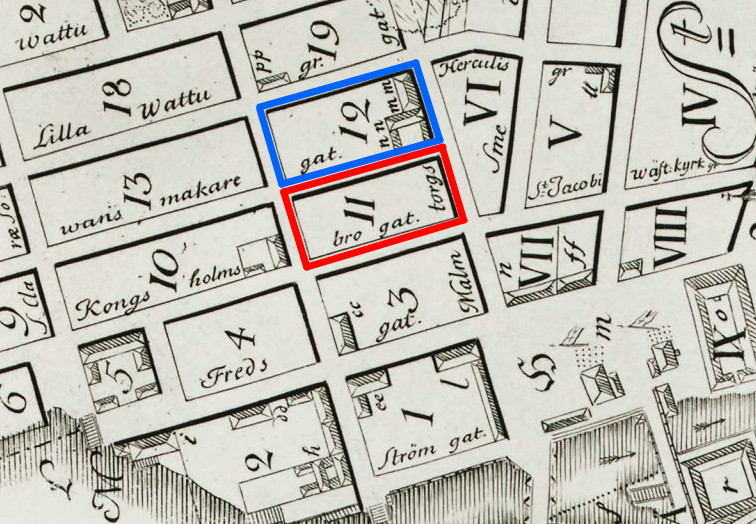
1733.
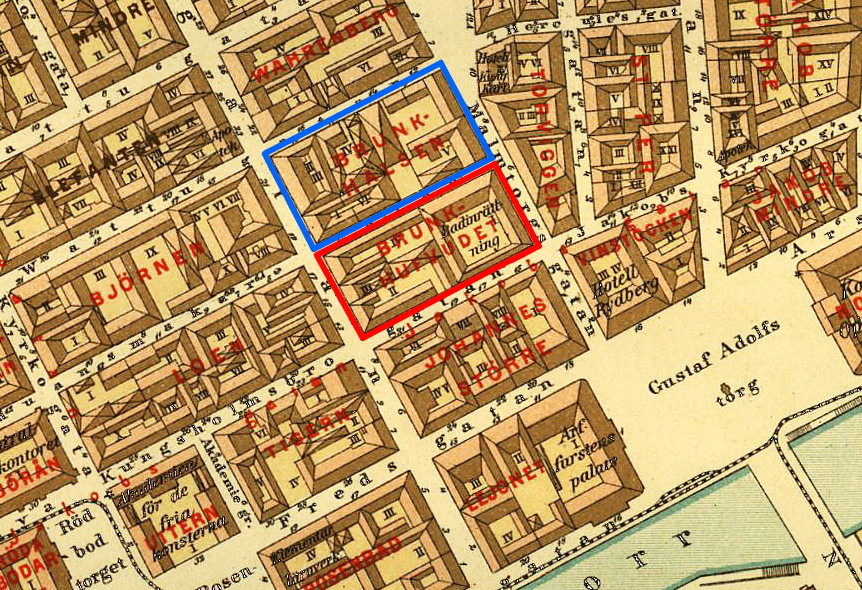
1885.
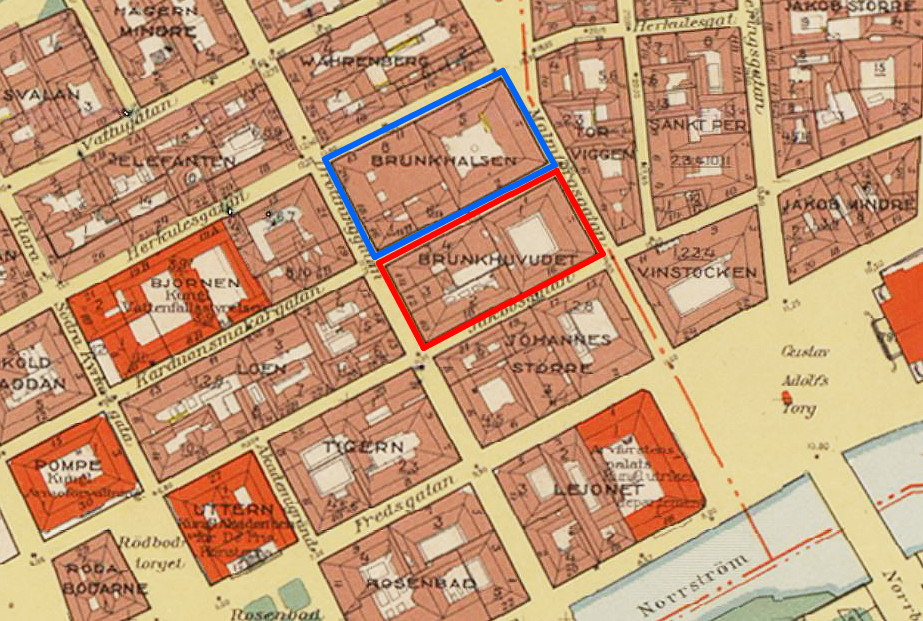
1940.

## Dagens bebyggelse
Kvarteret Brunkhuvudet är ett av de få kvarter som inte försvann under Norrmalmsregleringen på 1950- till 1970-talen. Bebyggelsen i kvarteret har genom åren genomgått ett stort antal om- och tillbyggnader och representerar idag mycket höga kulturhistoriska värden. Två av kvarterets fyra fastigheter är blåmärkta av Stadsmuseet i Stockholm: före detta Nordiska Handelsbanken och Gahns hus. Det senare är även skyddat som statligt byggnadsminne. Mellan Brunkhuvudet 1 och 2 (längs med Jakobsgatan 18) sträcker sig Jakobsarkaden som kom till på 1980-talet för att slippa breddning av Jakobsgatan.
- Brunkhuvudet 1, Malmtorgsgatan 3, Före detta Nordiska Handelsbanken.[2]
- Brunkhuvudet 2, Drottninggatan 10 / Jakobsgatan 18, Mäster Dyks hus.[3]
- Brunkhuvudet 3, Drottninggatan 12, Kumliens hus.[4]
- Brunkhuvudet 4, Drottninggatan 14 / Karduansmakargatan 3, Gahns hus.[5]

Nutida bilder
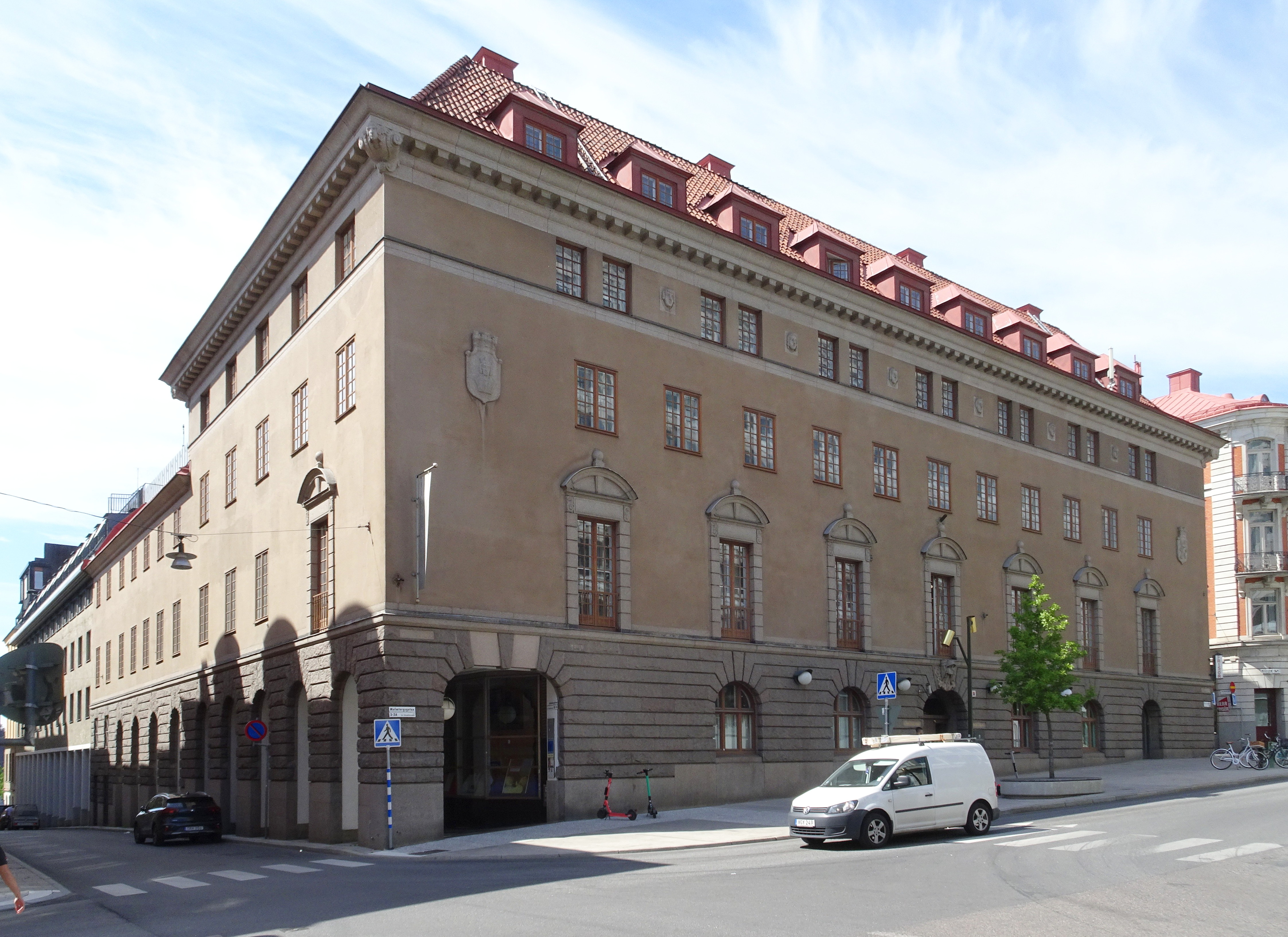
Brunkhuvudet 1. Före detta Nordiska Handelsbanken
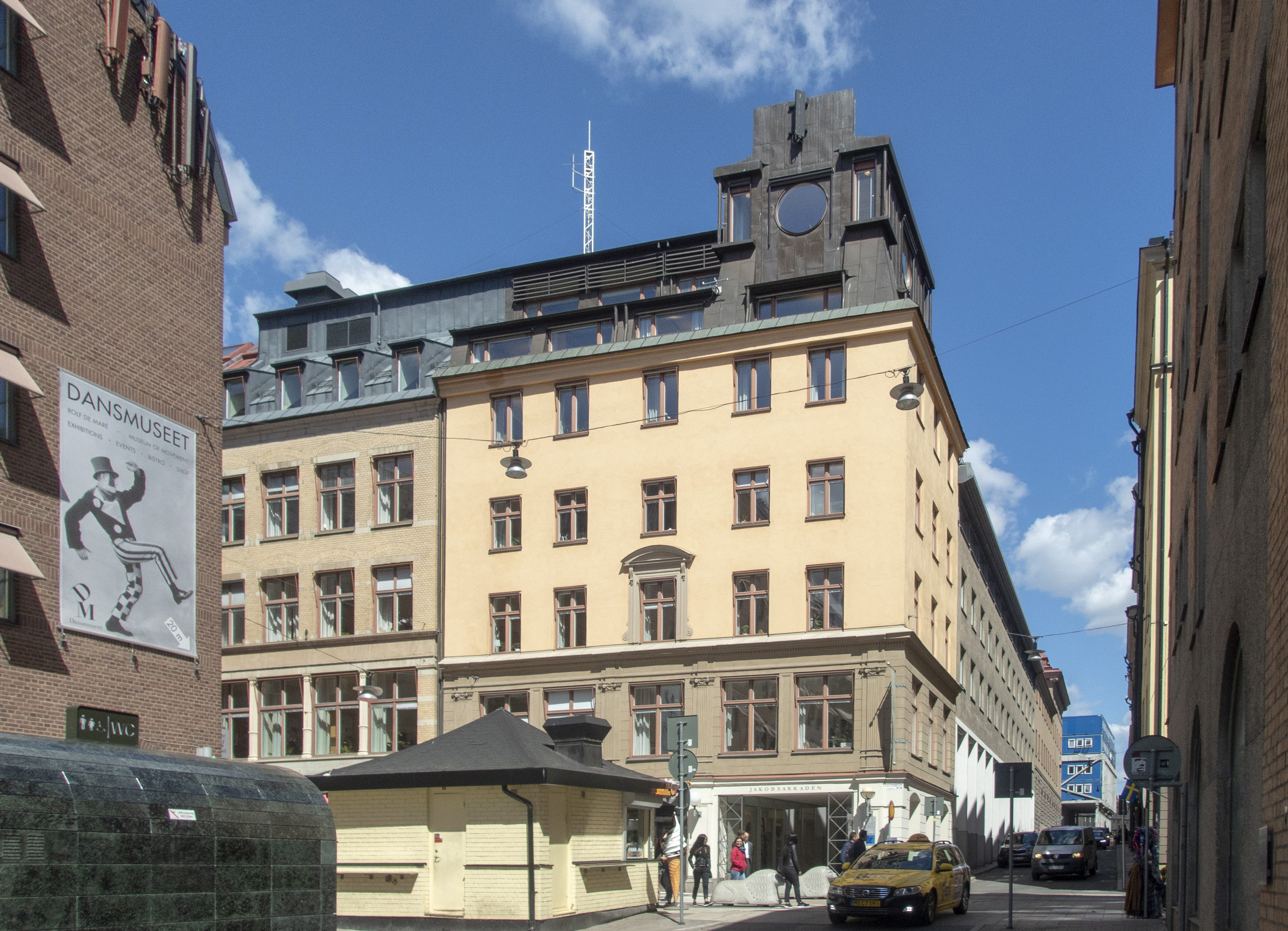
Brunkhuvudet 2. Mäster Dyks hus
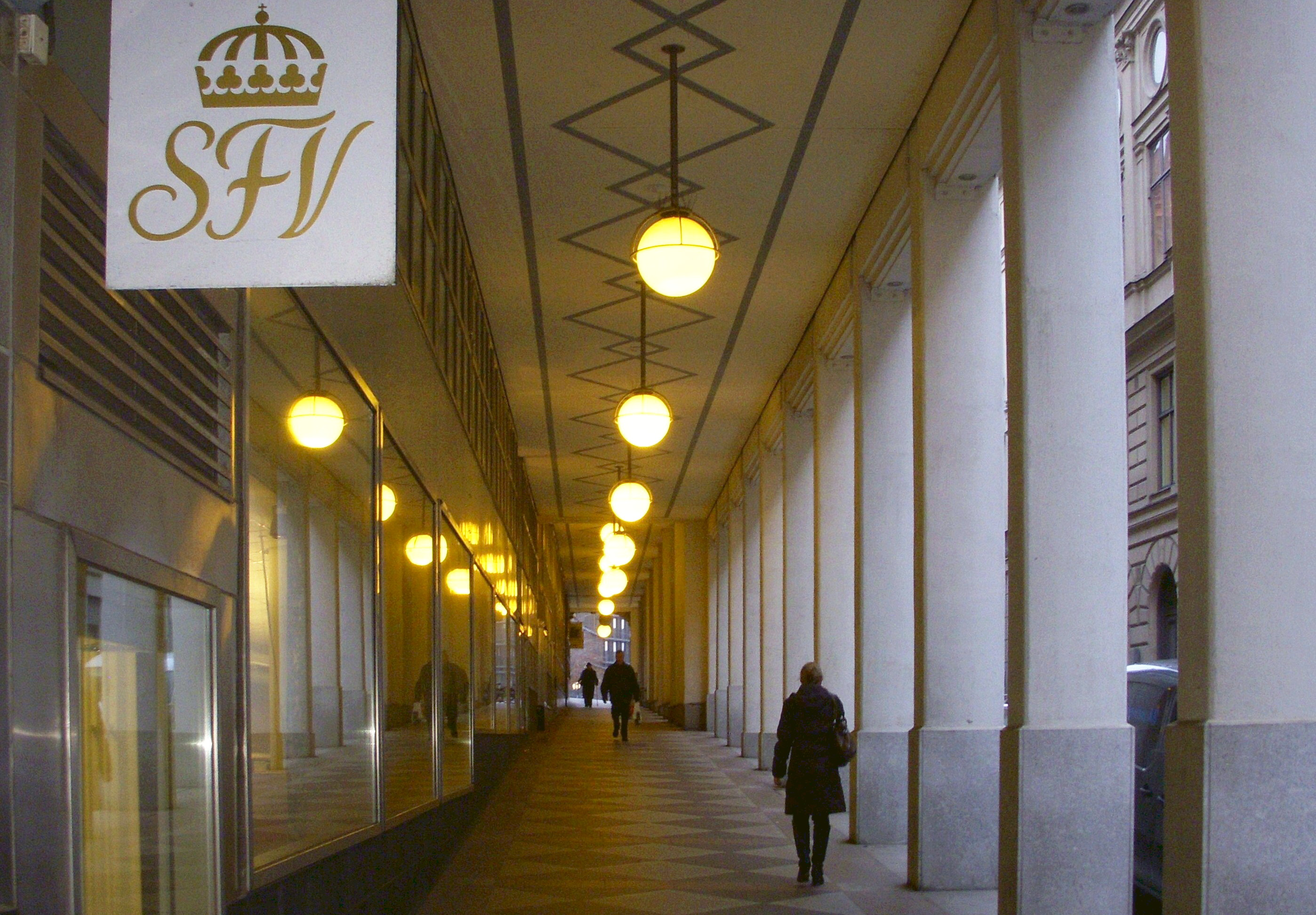
Brunkhuvudet 2 mot 1. Jakobsarkaden
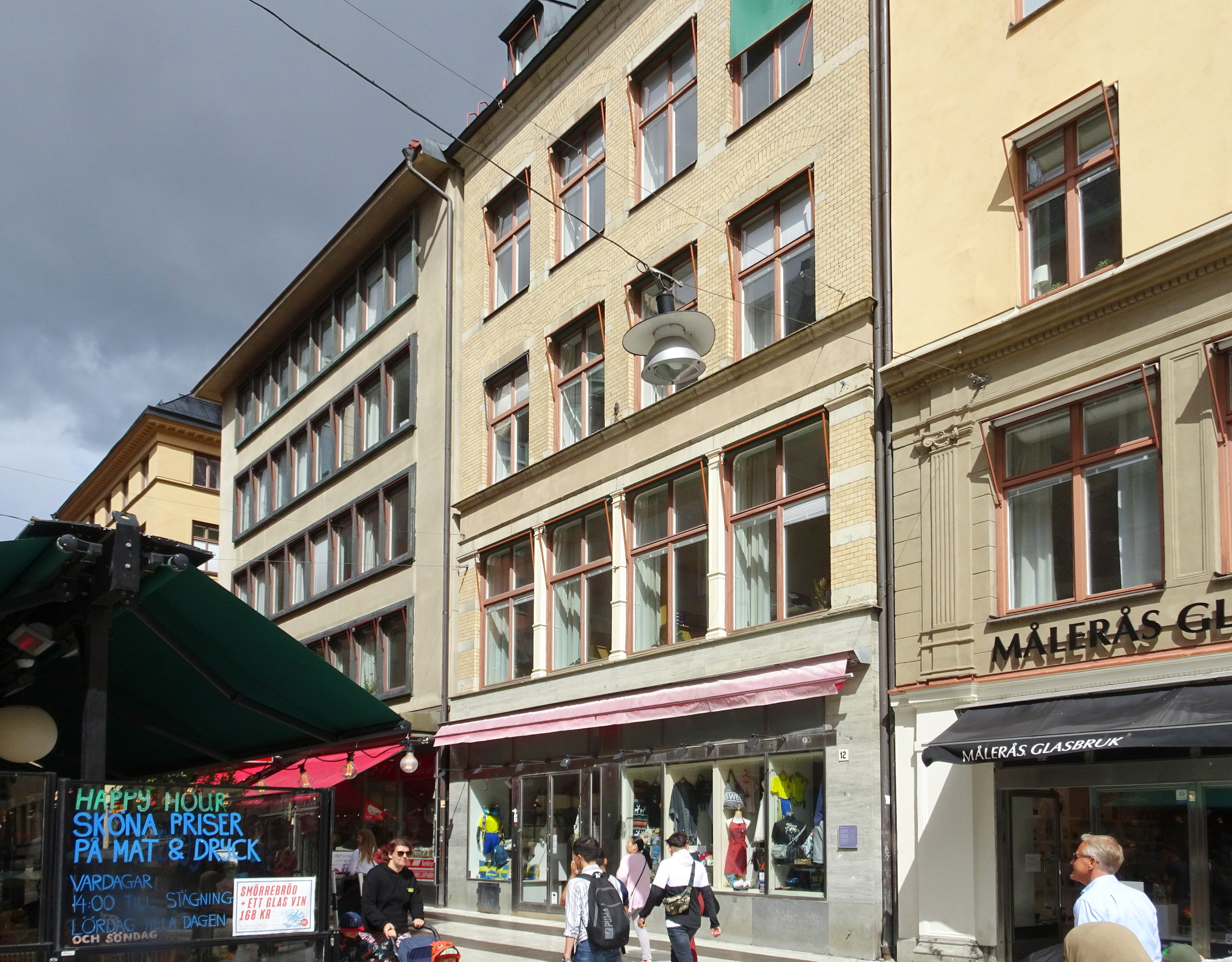
Brunkhuvudet 3. Kumliens hus
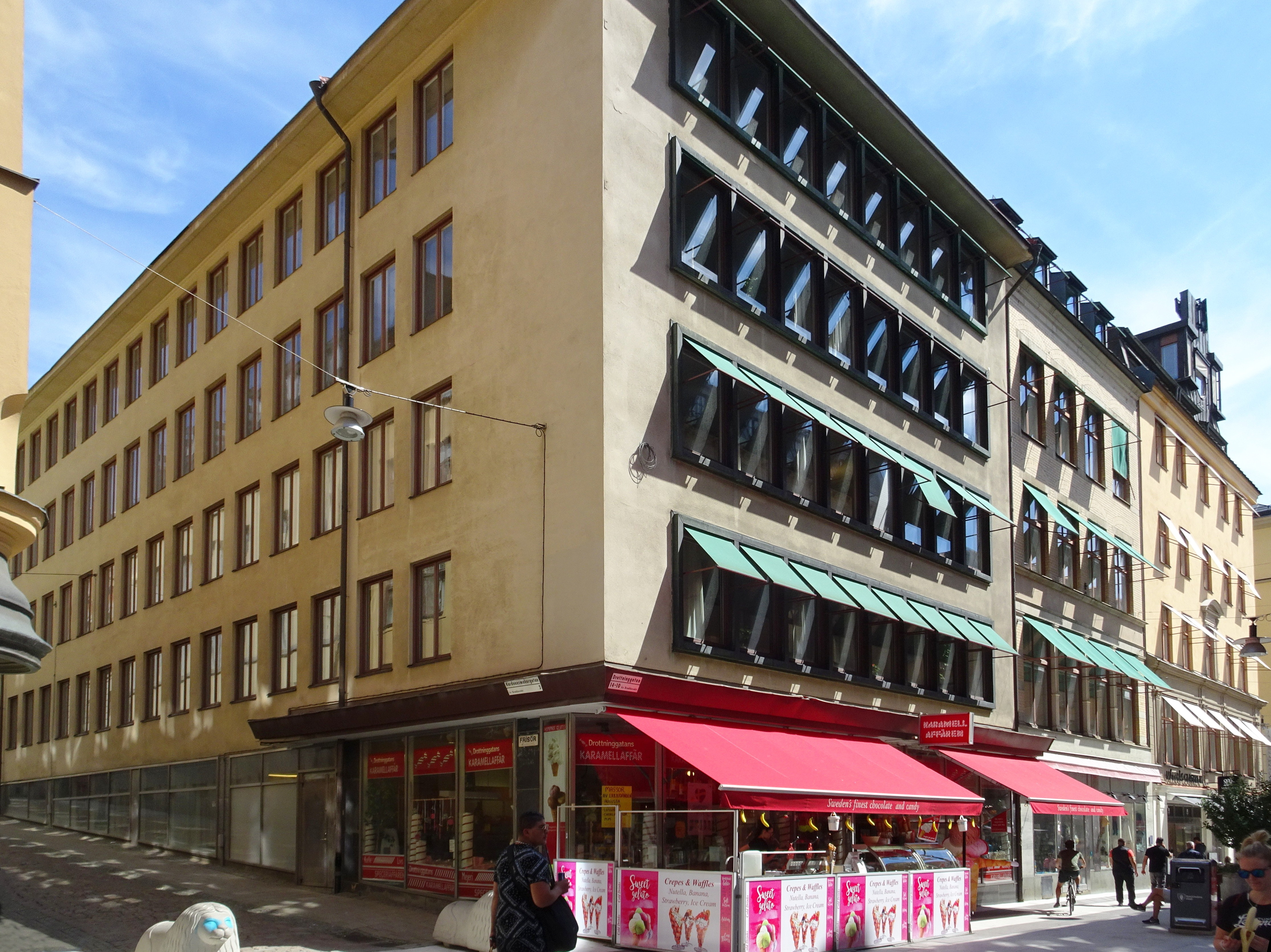
Brunkhuvudet 4. Gahns hus